# Przemysław Prządka
Przemysław Prządka – polski lekarz weterynarii, doktor habilitowany nauk rolniczych, adiunkt na Uniwersytecie Przyrodniczym we Wrocławiu.

## Kariera naukowa
W 2010 roku na Uniwersytecie Przyrodniczym we Wrocławiu uzyskał tytuł lekarza weterynarii. W 2010 roku został zatrudniony na tejże uczelni, a w 2014 roku uzyskał na jej Wydziale Medycyny Weterynaryjnej stopień doktora nauk weterynaryjnych na podstawie rozprawy pt. Modyfikowana proteza poliestrowa w rekonstrukcji więzadła krzyżowego doczaszkowego u królików, której promotorem był Zdzisław Kiełbowicz. W 2022 roku ta sama uczelnia nadała mu stopień doktora habilitowanego nauk rolniczych w dyscyplinie weterynarii na podstawie pracy pt. Ocena możliwości zastosowania w chirurgii weterynaryjnej nowo opracowanych oraz stosowanych w medycynie człowieka laparoskopowych technik operacyjnych.